# Pększyn
Pększyn – wieś w Polsce położona w województwie dolnośląskim, w powiecie trzebnickim, w gminie Prusice.
| SIMC    | Nazwa | Rodzaj     |
| ------- | ----- | ---------- |
| 0879877 | Sucha | przysiółek |

W latach 1975–1998 miejscowość administracyjnie należała do województwa wrocławskiego.